# Manuel de Foronda y Aguilera
Manuel de Foronda y Aguilera (Ávila, 1840-Madrid, 1920) fue un publicista e historiador español, primer marqués de Foronda.

## Biografía
Nació el 13 de agosto de 1840 en Ávila. Publicista, fue miembro de diversas corporaciones literarias y autor de estudios históricos. Colaboró en el Boletín de la Sociedad Geográfica de Madrid, El Español de Córdoba (1902), La Ilustración Española y Americana y la Revista Contemporánea (1897-1903), entre otras publicaciones periódicas. Falleció el 10 de diciembre de 1920 en Madrid. Fue miembro, primero correspondiente y más adelante de número, de la Real Academia de la Historia. Ostentó el título nobiliario de marqués de Foronda.
Entre sus obras publicadas se encontraron unas Estancias y viajes del emperador Carlos V desde el día de su nacimiento hasta el de su muerte, comprobados y corroborados con documentos originales, relaciones auténticas, manuscritos de su época y otras obras existentes en los archivos y bibliotecas públicos y particulares de España y del extranjero (1914).